# Хмелёв (Закарпатская область)
Хмелёв (укр. Хмелів) — село в Раховской городской общине Раховского района Закарпатской области Украины.
Население по переписи 2001 года составляло 429 человек. Почтовый индекс — 90625. Телефонный код — 3132. Занимает площадь 1,00 км². Код КОАТУУ — 2123682503.